# Historia Zamościa
Historia Zamościa

## XVI wiek

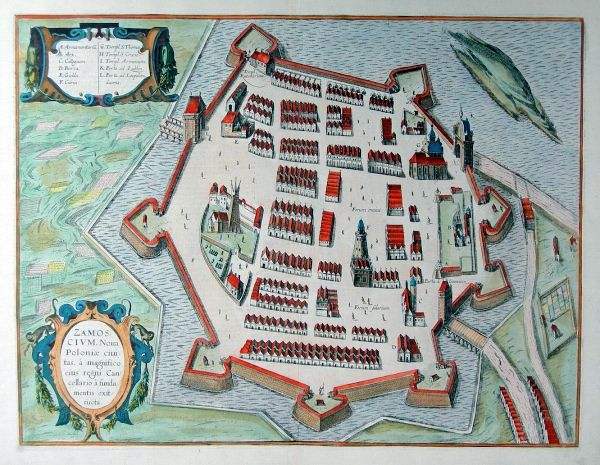
Zamość na sztychu z dzieła Georga Brauna i Franza Hogenberga z 1617

Zamość prawa miejskie uzyskał w 1580 roku, na mocy przywileju lokacyjnego wystawionego przez kanclerza i hetmana wielkiego koronnego Jana Zamoyskiego. Prace nad budową miasta, począwszy od rezydencji J. Zamoyskiego, rozpoczęto już w roku 1579, mimo iż formalny akt lokacji Zamościa (pod nazwą "Nowy Zamość"; nazwę tę nosiła już osada na północ od nowego miasta, obecny Stary Zamość) wydano rok później w położonym kilka kilometrów na wschód Jarosławcu.
Miasto zaplanowano i zbudowano zgodnie z renesansowymi założeniami miasta idealnego, a jego projekt opracował włoski architekt Bernardo Morando.
W I Rzeczypospolitej miasto należało do powiatu krasnostawskiego ziemi chełmskiej (województwa ruskiego), będącej częścią Rusi Czerwonej.
W roku 1589 zostało stolicą, założonej przez jego właściciela Ordynacji Zamojskiej. Od 1595 rozpoczęła tu swą działalność Akademia Zamojska, trzecia w Rzeczypospolitej uczelnia wyższa.

## XVII wiek

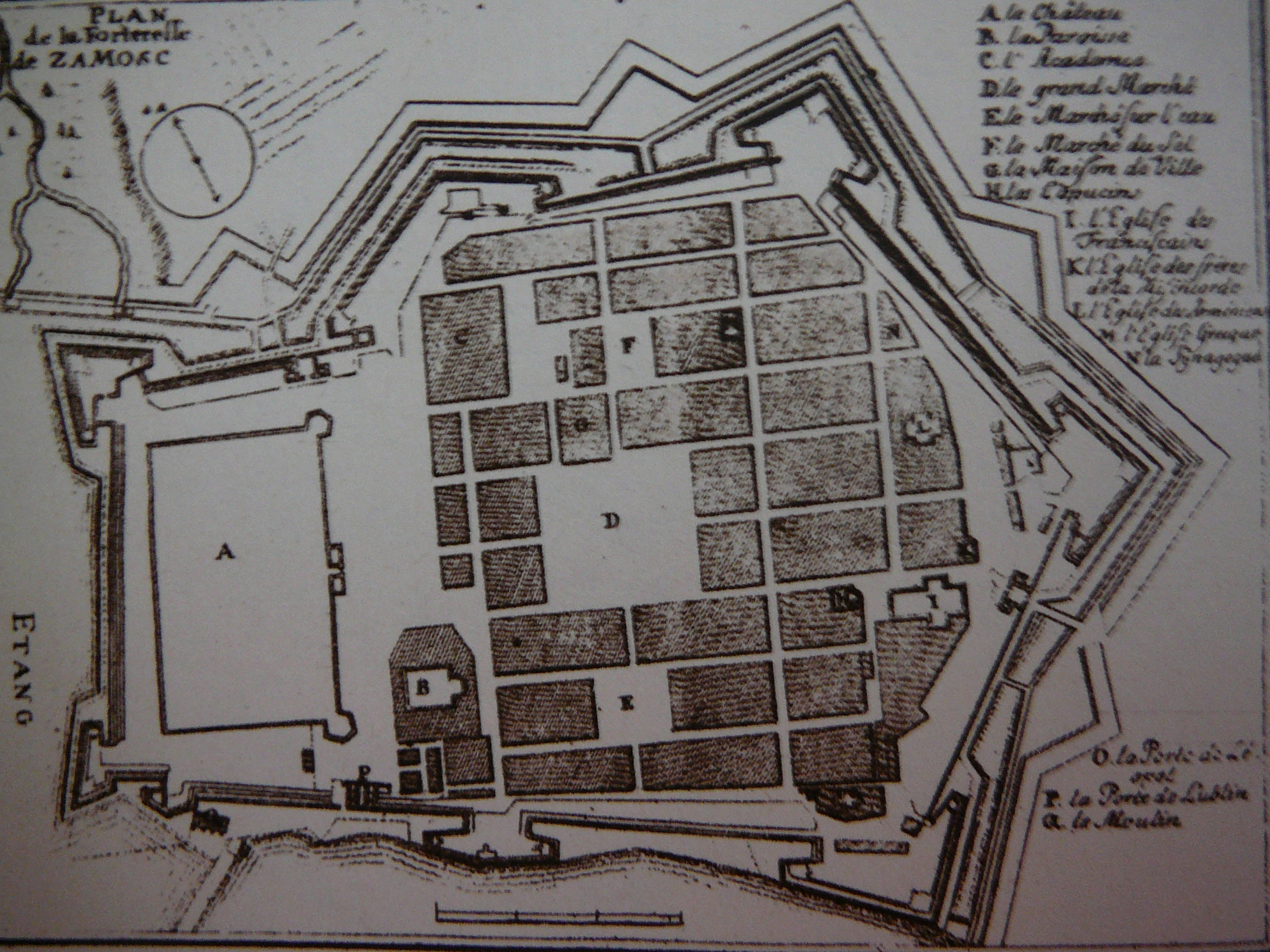
Plan Twierdzy Zamość z II poł. XVII wieku

XVII wiek był okresem największego i najszybszego rozwoju miasta. Wyznaczone parcele zajmowała nie tylko ludność polska, ale również Ormianie, Żydzi, Grecy, w mniejszym stopniu również innej narodowości. Wyrazem tej różnorodności była budowa i obecność w mieście świątyń wyznania rzymskokatolickiego, greckokatolickiego, ormiańskiego, prawosławnego oraz żydowskiego. Zamoyscy tylko w początkowym okresie godzili się na obecność w mieście budynków drewnianych. Docelowo cała zabudowa miała być murowana, a przykładowe kamienice, tak jak i całe miasto, zaprojektował B. Morando.
Pomyślny rozwój miasta został w połowie wieku zahamowany okresem niepokojów wewnętrznych i zewnętrznych nękających Rzeczpospolitą. W okresie od 6 listopada do 24 listopada 1648 roku zamojska twierdza była oblegana przez wojska Bohdana Chmielnickiego, który odstąpił dopiero na wieść o zbliżających się wojskach królewskich. Pomimo długotrwałego oblężenia podczas potopu w 1656 r., także wojskom szwedzkim nie udało się zdobyć miasta.
Spowodowane wojnami straty gospodarcze oraz upodobanie do oszczędności ordynata Konstantego pogorszyły sytuację Akademii Zamojskiej, a zaniedbania obniżyły poziom kształcenia (1663 rok).
Pod koniec stulecia Zamość zamieszkiwało nieco ponad 2000 osób.

## XVIII wiek

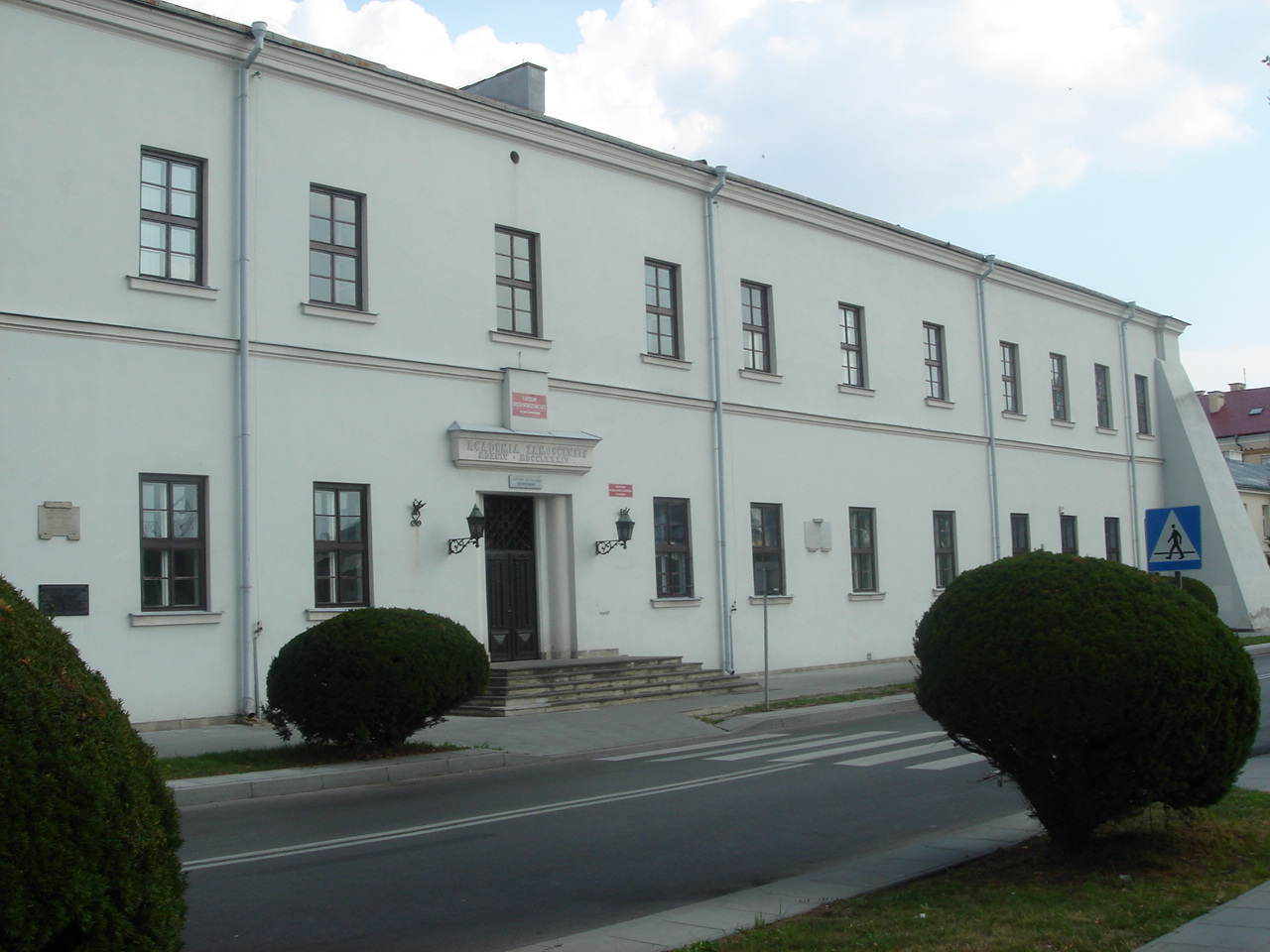
Dawna Akademia Zamojska

Podczas wielkiej wojny północnej Zamość został zajęty przez wojska szwedzkie (1704), a wkrótce także przez wojska saskie (1715 - 1716).
Z zamojskiej społeczności ubywało handlujących ze wschodem Ormian. Likwidacji uległa ich gmina, a próba reaktywacji jej działalności nie przyniosła skutków.
W 1720 r. odbył się tu Synod zamojski (w kościele św. Mikołaja i ówczesnej kolegiacie), podczas którego przypieczętowano zjednoczenie kościoła katolickiego z cerkwią unicką (greckokatolicką).
W połowie stulecia przeprowadzono reformę Akademii Zamojskiej (wykładał na niej m.in. Stanisław Staszic). Dla Austriaków, którzy zajęli miasto w wyniku I rozbioru (1772) wzrost poziomu kształcenia był jednym z argumentów za likwidacją uczelni co nastąpiło w roku 1784.

## XIX wiek
W 1809 roku w wyniku kampanii księcia Józefa Poniatowskiego Zamość został po raz pierwszy i jedyny zdobyty szturmem. W walkach odznaczyła się Joanna Żubrowa. Zdobyte na Austriakach miasto zostało przyłączone do Księstwa Warszawskiego. Po wycofaniu się wojsk napoleońskich i po wielomiesięcznym oblężeniu, obrońcy jako jedni z ostatnich skapitulowali przed Rosjanami w 1813 roku. Zamość po kongresie wiedeńskim włączono do Królestwa Polskiego, uzależnionego od Rosji.

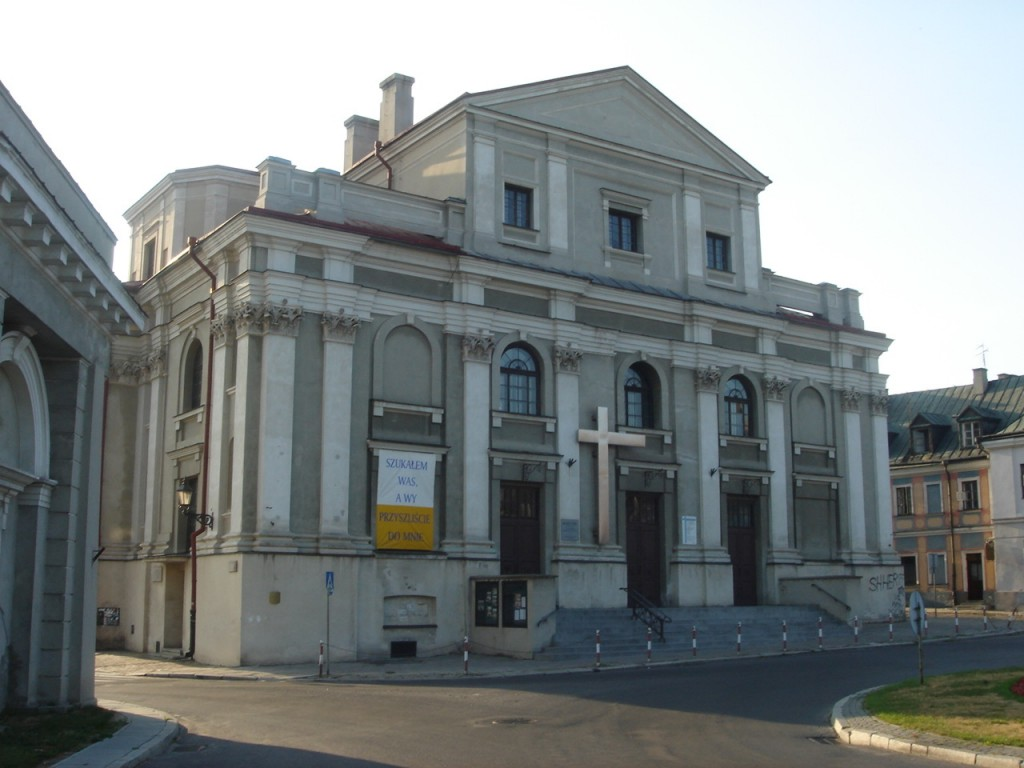
Kościół Franciszkanów pw. Zwiastowania NMP

W 1821 roku rząd Królestwa Polskiego odkupił miasto od Zamoyskich i zmodernizował umocnienia twierdzy (powstały m.in. nadszańce przy dwóch bastionach). Dokonano wówczas przebudowy wielu budynków, m.in. na koszary i magazyny. Skuto wszelkie renesansowe ozdoby, przez co zabudowania utraciły w dużym stopniu swój pierwotny wygląd i styl (m.in. kościół franciszkanów). Ponieważ twierdza służyła wyłącznie celom wojskowym, w 1822 roku zarząd miasta przeniesiono do powstałej wówczas Nowej Osady (Nowe Miasto).
Zmodernizowana Twierdza Zamość odegrała dużą rolę w trakcie powstania listopadowego i skapitulowała jako ostatni polski punkt oporu pod dowództwem Jana Krysińskiego. Po powstaniu w Zamościu po raz ostatni odnotowano zrabowane przez Rosjan Miecze grunwaldzkie. W czasie powstania styczniowego miasto pozostało w rękach zaborcy, lecz wokół czynne były oddziały powstańcze, które jednak nie opanowały Zamościa.
Porażka Rosjan w wojnie krymskiej (1856) ukazała nieprzydatność twierdz z działami obronnymi takimi jak w Sewastopolu. Na tej podstawie twierdzę zamojską skasowano w 1866 r. Ta decyzja dała początek przestrzennemu rozwojowi miasta. Krępujące go mury stopniowo zaczęto likwidować. Pozwolono na osiedlanie się Polaków i budowę nowych domów. Pod koniec wieku Zamość liczył już ponad 10 000 mieszkańców.

## XX wiek
Wojska austriackie zajęły Zamość w 1914 (bitwa pod Zamościem (1914)).
Dla usprawnienia transportu wojskowego, w okresie I wojny światowej do Zamościa doprowadzono linię kolejową (1916). W 1917 roku poszerzono granice miasta.
W okresie od 28 do 30 grudnia 1918 roku Zamość był miejscem tzw "powstania zamojskiego" wywołanego przez miejscowych działaczy SDKPiL oraz kaprala Piotra Grabczaka. Na czele części zbuntowanego pułku stacjonującego w mieście organizatorzy buntu zajęli miasto, rozbroili żandarmerię i przejęli broń z magazynów. Żądających uwłaszczenia chłopów poparła miejscowa PPS oraz żydowski BUND. Wrzenie rewolucyjne zostało krwawo stłumione przez przybyłe z Lublina oddziały wojskowe pod dowództwem majora Lisa-Kuli. Skromną tablicę, upamiętniającą ofiary, usunięto z budynku Klubu Garnizonowego (Koszary) w czasach III RP.

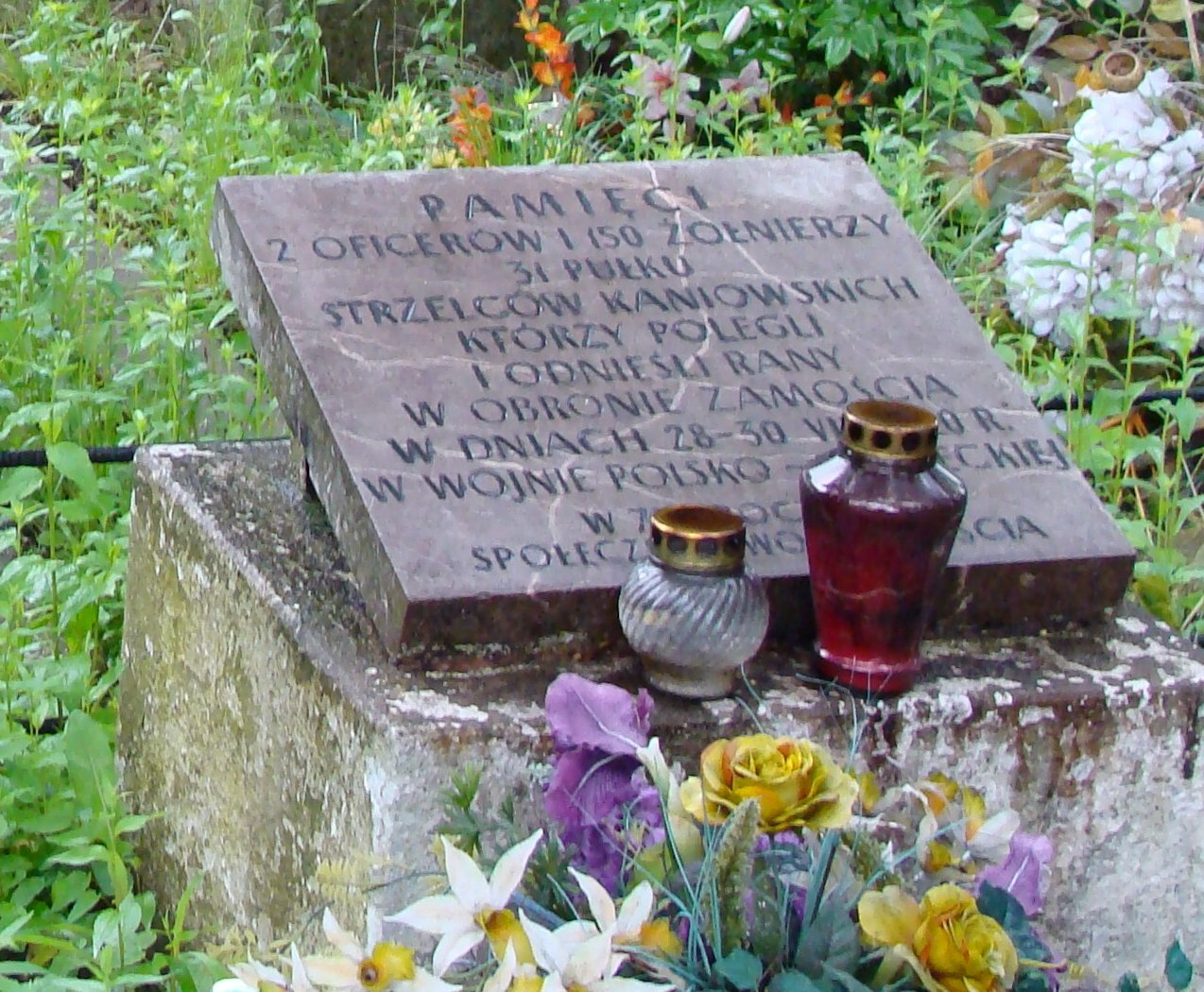
Upamiętnienie poległych obrońców Zamościa, w czasie wojny polsko-bolszewickiej

Od 28 do 31 sierpnia 1920 r. Zamość znalazł się w okrążeniu oddziałów 1 Armii Konnej. Wielokrotne ataki od strony Sitańca, Płoskiego oraz wschodu i południa zostały zatrzymane przez nieliczne regularne oddziały, znajdujące się w tym czasie w Zamościu (ok. 3 tys. żołnierzy oraz 3 pociągi pancerne). Dowódcą obrony był major Mikołaj Bołtuć, późniejszy generał i dowódca Grupy Operacyjnej "Wschód" w czasie kampanii wrześniowej. Wśród oddziałów atakujących Zamość od strony zachodniej znalazł się znany później pisarz radziecki Izaak Babel. Klęska bolszewików pod Warszawą oraz pod Komarowem przyczyniły się do odblokowania miasta.
Dwudziestolecie międzywojenne to okres rozwoju miasta, poszerzano jego granice, powstawało wiele nowych instytucji i ośrodków, szczególnie związanych z życiem kulturalnym i oświatowym. W latach 1922–1935 w Zamościu mieszkał i pracował poeta Bolesław Leśmian. Był rejentem w miejscowym sądzie. Mieszkał przy ul. S. Żeromskiego 3 (w budynku tzw. "Centralka") – znajduje się tam tablica upamiętniająca jego pobyt w mieście. W Zamościu stacjonował 9 Pułk Piechoty Legionów, z którego utworzeniem związana była wizyta w 1922 r. marszałka Józefa Piłsudskiego. Dowódcą 9 Pułku Piechoty Legionów od 1937 r. był gen. Stanisław Sosabowski. W drugiej połowie lat 30. w mieście rozpoczęła się akcja antyżydowska. Kierował nią gen. Bruno Olbrycht - dowódca 3 Dywizji Piechoty Legionów i prezes Towarzystwa Rozwoju Ziem Wschodnich. Do akcji wciągnięto całe wojsko i znaczną część społeczności cywilnej miasta. Wojskowym rozkazem ogłoszono bojkot sklepów żydowskich. Młodzież gimnazjalna organizowała pikiety przed sklepami żydowskimi nie dopuszczając do nich klientów. Generał w związku ze swą walką z mniejszością żydowską oraz patronatem nad miejscowych harcerstwem zyskał dużą popularność w mieście i otrzymał honorowe obywatelstwo Zamościa. Równolegle zainicjowano akcję antyukraińską robiąc spisy urzędników samorządowych pochodzenia ukraińskiego i zwalniając ich z pracy.

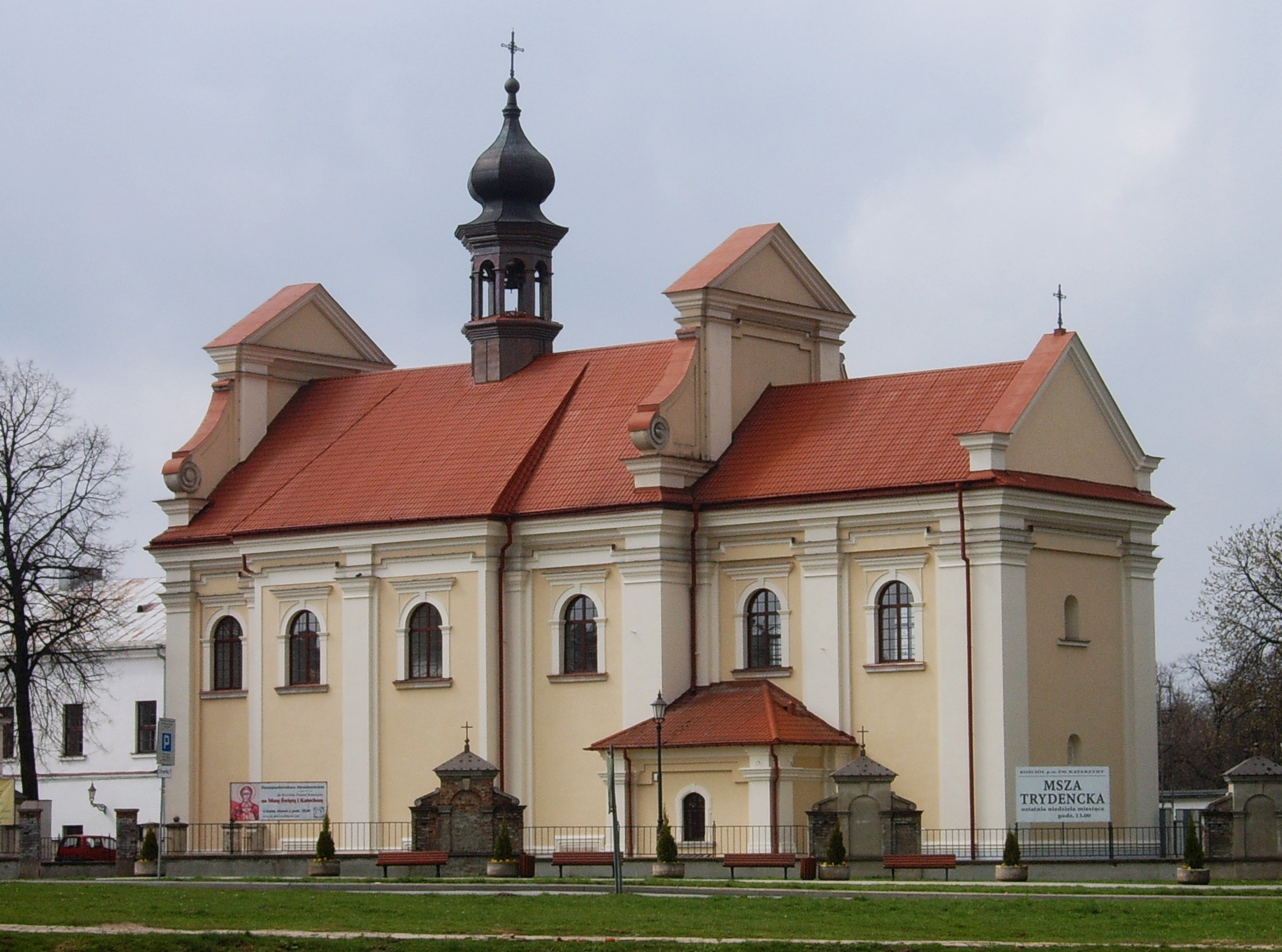
Kościół pw. św.Katarzyny

W czasie II wojny światowej i kampanii wrześniowej 9 i 12 września 1939 niemieckie samoloty zbombardowały Zamość. Zginęło ponad 250 osób, wiele było rannych, przede wszystkim cywilów. 13 września około godziny 17.00 oddziały niemieckie wkroczyły do Zamościa. 18 września Niemcy wywieźli ukryte w Kolegiacie Zamojskiej skarby z Pelplina i Habsburgów z Suchej. W nocy z 19 na 20 września 1939, 29 Brygada Piechoty płk Jana Bratro miała za zadanie odbicie Zamościa. Do miasta wdarł się jako pierwszy 2 Rezerwowy Pułk Piechoty ppłk Stanisława Gumowskiego. Polskie oddziały napotkały jednak silny opór. Zginęło około 50 Polaków i około 50 Niemców. Zgodnie z pierwotnymi ustaleniami Paktu Ribbentrop-Mołotow w sprawie granicy pomiędzy ZSRR i III Rzeszą, 25 września Niemcy opuścili Zamość. Z 26 na 27 września 1939 miasto zajęli żołnierze Armii Czerwonej. Na mocy uzgodnionego 28 września 1939 Traktatu o granicach i przyjaźni III Rzesza – ZSRR, dotyczącego rozgraniczenia stref wpływów obu sprzymierzonych państw na terenie podbitej Polski i linii demarkacyjnej pomiędzy ZSRR a Trzecią Rzeszą, wojska sowieckie opuściły Zamość. Wycofanie żołnierzy Armii Czerwonej przeprowadzono w dniach 4-5 października. Razem z nimi odeszło ok. 1/3 zamojskich Żydów. Od 8 października miasto na prawie 5 lat znalazło się w rękach Niemiec hitlerowskich.
Od września do listopada 1939 roku, w kościele św. Katarzyny ukrywano przed Niemcami, przywieziony tu z Krakowa, obraz Jana Matejki "Hołd Pruski". Obraz wywieziono, ponieważ Niemcy zaczęli przeszukiwać miejscowe kościoły.
W czasie okupacji niemieckiej na terenie Zamojszczyzny miała miejsce masowa akcja eksterminacyjno - wysiedleńcza Aktion Zamość prowadzona przez Niemców, dążących do stworzenia tu centrum niemieckiego osadnictwa – jako przyczółka do germanizacji Wschodu. Na niemieckich planach zamiast Zamość używano nazwy Himmlerstadt. Ponieważ dostrzeżono niezręczność sytuacji, w której Hitler nie miałby "swojego" miasta, natomiast Himmler tak, ostatecznie nazwy nie zmieniono. Nie doszła też do skutku planowana zmiana nazwy na Pflugstadt (Pflug = pług).

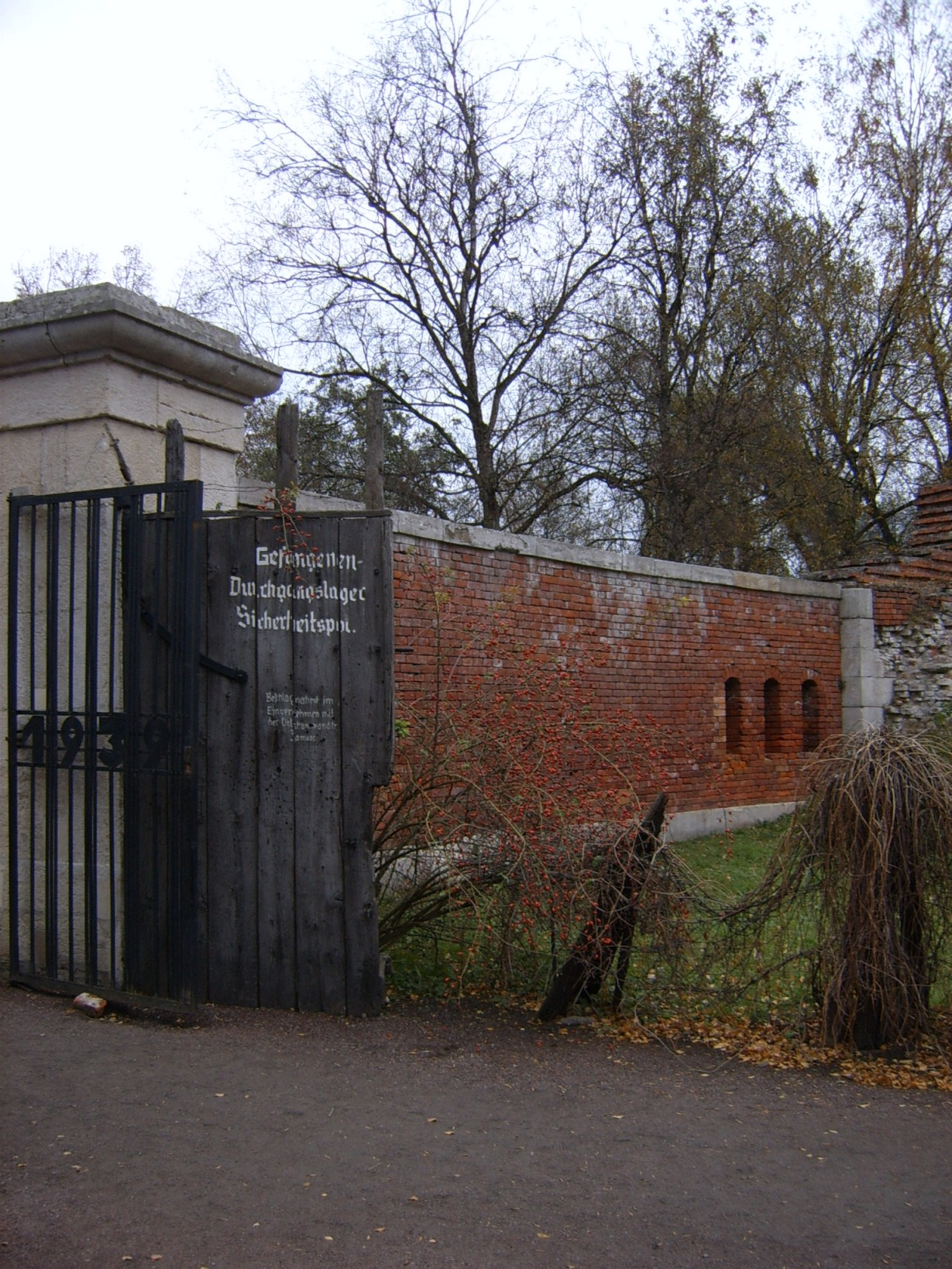
Niemieckie napisy na bramie przy wejściu na dziedziniec Rotundy

W budynku dawnej Akademii Zamojskiej od początku okupacji ulokowało się Gestapo. Swoje ofiary, skatowane podczas przesłuchań, gestapowcy początkowo rozstrzeliwali na placu między domami po południowej stronie swej siedziby (róg ul. I. Pereca i Akademickiej). Gdy zabrakło już miejsca, ciała ekshumowano i spalono na Rotundzie, gdzie utworzono obóz zagłady. Zginęło w nim ponad 8 tysięcy ludzi. W Zamościu znajdował się także obóz tymczasowy dla wysiedlonych mieszkańców Zamojszczyzny (w tym dla licznych Dzieci Zamojszczyzny).
Bezpośrednio po agresji Niemiec na ZSRR w 1941 roku w Zamościu utworzono trzy obozy (na przedmieściu Karolówka, przy ul. S. Okrzei i przy ul. Powiatowej) dla jeńców radzieckich tworzące Stalag 325. Uwięzionych w nich było ponad 40 tys. żołnierzy radzieckich. W największym z nich - na Karolówce - doszło w listopadzie 1941 roku do buntu jeńców w związku z morderczymi warunkami bytowania (18 tys. ludzi przebywało pod gołym niebem na 20 ha placu ginąc z głodu i chorób). Walka zakończyła się masakrą więźniów.
Okolice Zamościa były terenem niezwykle ożywionej działalności partyzantów radzieckich i polskich z AK, AL i BCh. Ich antyniemiecką działalność często nazywa się "Powstaniem zamojskim". Rankiem 24 lipca 1944 r., w obawie przed okrążeniem, ostatni Niemcy opuścili Zamość. Przedtem ewakuowali cenniejsze rzeczy, a strategiczne obiekty wysadzili. Mieszkańcy Zamościa, szukający swoich krewnych, znaleźli na Rotundzie stos częściowo nadpalonych ciał (ok. 400).
Nazajutrz, 25 lipca ujawnił się Delegat powiatowy "Londyńskiego" Rządu Polskiego Janusz Antoni Wiącek pod nazwiskiem "Janusz Sandomierski". Objął urzędowanie jako starosta powiatu zamojskiego. Siedziba starostwa została urządzona w renesansowym ratuszu przy Rynku. Antoni Wiącek zorganizował i powołał wszystkie władze w Zamościu i powiecie. "Londyński" starosta pełnił swój urząd przez 10 dni zapewniając normalne życie mieszkańcom powiatu. Kiedy zostali wpuszczeni do ratusza przedstawiciele PKWN, starosta Wiącek opuścił gabinet.
W wyniku wojny i okupacji Zamość stracił ponad 50% mieszkańców, ale samo miasto właściwie nie zostało zburzone.
Po wojnie nastąpił dynamiczny rozwój Zamościa. Po raz kolejny rozszerzono jego granice (1973), powstały nowe osiedla oraz zakłady przemysłowe, głównie przemysłu spożywczego.
W latach 1975–1998 Zamość był stolicą województwa zamojskiego. W 1998 roku w wyniku kolejnej reformy administracyjnej zmniejszono liczbę województw, Zamość stał się miastem powiatowym i wszedł w skład województwa lubelskiego.
W 1992 r. zamojskie Stare Miasto, stanowiące przykład renesansowej zabudowy miejskiej, wpisano na listę Światowego Dziedzictwa Kultury UNESCO, co dało początek wielu remontom w tej części miasta. Rok później wydana została przez Narodowy Bank Polski w nakładzie 20 000 sztuk moneta, upamiętniająca to wydarzenie. Monetę, o nominale 300 tys. złotych i średnicy 40 mm, wykonano ze stopu srebra Ag 999 - na jej awersie znalazł się wizerunek Starego Miasta z XVII wieku według sztychu Georga Brauna i Franza Hogenberga.
W 1999 r. miasto odwiedził Papież Jan Paweł II, podczas VII pielgrzymki do Polski.